# Lago Sfille
Il lago Sfille è un piccolo laghetto alpino incastonato fra le montagne del Canton Ticino (Svizzera) a circa due ore e mezza di cammino dal paese di Cimalmotto (1350 m s.l.m.), frazione del comune di Campo.

## Descrizione
Questo specchio d'acqua e la sua zona circostante fanno parte del territorio dell'"Alp da Sfii". È situato a 1909 m s.l.m., è interamente contornato da montagne che superano abbondantemente i 2000 metri raggiungendo al massimo la quota di 2407 metri di cima di Cregnell.